# John Daley
John Daley (n. 26 august 1909, Massachusetts, SUA – d. 7 februarie 1963, El Paso, Texas, SUA) a fost un boxer ce a reprezentat Statele Unite ale Americii, medaliat olimpic. A participat la o ediție a Jocurilor Olimpice (1928) în care a câștigat o medalie de argint.

## Participări
Lista de mai jos prezintă principalele competiții la care a participat John Daley de-a lungul carierei.
- boxing at the 1928 Summer Olympics – bantamweight[*]